# Boiga hoeseli
Espèce
Boiga hoeseli  est une espèce de serpents de la famille des Colubridae.

## Répartition
Cette espèce est endémique des petites îles de la Sonde en Indonésie. Elle se rencontre sur Lombok, Sumba, Rinca, Sumbawa, Florès et Alor.

## Étymologie
Son nom d'espèce lui a été donné en l'honneur de J. K. P. van Hoesel qui a écrit en 1959 le premier guide sur les serpents de Java, Ophidia Javanica, et qui est mort peu de temps après des suites d'une morsure de serpent.

## Description
Boiga hoeseli mesure environ 125 cm dont 41 cm pour la queue.

## Publication originale
- Ramadhan, Iskandar & Subasri, 2010 : New Species of Cat Snake (Serpentes : Colubridae) Morphologically Similar to Boiga cynodon from the Nusa Tenggara Islands, Indonesia. Asian Herpetological Research, vol. 1, n. 1, p. 22-30 (texte intégral).